# Johan Mjällby
Johan Mjällby né le 9 février 1971 à Järfälla, est un footballeur suédois qui évoluait comme défenseur central.
Il est actuellement l'entraîneur adjoint du club écossais du Celtic FC de Glasgow.

## Biographie
Formé à l'AIK Solna, il est ensuite devenu une pièce maitresse et parfois capitaine du Celtic FC pendant six saisons (1998-2004).
Il a ensuite pris la direction de l'Espagne et du 2e club de la ville de Valence, le Levante UD fraîchement promu en Liga en 2004 qui redescendra aussitôt, mais il ne jouera que très peu victime de blessures.
Il est ensuite retourné en Suède où il a mis fin à sa carrière après trop de problèmes physiques aux genoux.
Il fut sélectionné en équipe de Suède à de nombreuses reprises dans l'axe de la défense et en fut aussi le capitaine notamment à l'Euro 2000 où il inscrit un but face à la Belgique lors du premier tour et à la coupe du monde de football de 2002. Lors de l'Euro 2004, il fut simple remplaçant, Olof Mellberg lui ayant succédé  dans les deux rôles.
Actuellement, il travaille en tant que consultant pour une chaîne de télévision suédoise.
Après le limogeage de l'entraineur du Celtic, Tony Mowbray, le 25 mars 2010, il est nommé entraineur adjoint de Neil Lennon, les deux anciens joueurs du club (qui ont également porté le brassard de capitaine) assureront l'intérim jusqu'à la fin de saison.
Pour la saison 2010-2011, le duo est reconduit dans ses fonctions.

## Palmarès
AIK Solna
- Champion de Suède (1) : 1998
- Vainqueur de la Coupe de Suède (2) : 1996, 1997

 Celtic FC
- Champion d'Écosse (3) : 2001, 2002, 2004
- Vainqueur de la Coupe d'Écosse (2) : 2001, 2004
- Vainqueur de la Coupe de la Ligue d'Écosse (2) : 2000, 2001
- Finaliste de la Coupe de l'UEFA en 2003